# Gniezno
Gniezno ([ˈɡɲeznɔ] (), nemško Gnesen, latinsko Gnesna) je mesto v osrednjii zahodni Poljski okoli 50 km vzhodno od Poznanja. Leta 2021 je imelo 66.769 prebivalcev, kar ga uvršča na šesto mesto v Velikopoljskem vojvodstvu. Bil je eno od glavnih mest dinastija Pjastov in od 10. do zgodnjega 11. stoletja prva zgodovinska prestolnica Poljske. Omenjen je bil že v 10. stoletju. Gniezno je sedež katoliške nadškofije Gniezno, ustanovljene leta 1000. Gnjeznenski nadškof je primas Poljske, kar pomeni, da je Gniezno cerkvena prestolnica Poljske. Mesto je upravno središče Okraja (powiat) Gniezno.

## Zgodovina
Arheološke najdbe kažejo, da je bila okolica Gniezna poseljena že v poznem paleolitiku. Zgodnje slovanske naselbine na hribu Lech in Maiden so datirane v 8. stoletje. V začetku 10. stoletja je bilo tu več krajev, svetih za slovanske naseljence. Na hribu Lech je bila tik pred letom 940 zgrajena vojvodska trdnjava,  obdana  z nekaj utrjenimi utrjenimi predmestji in neutrjenimi naselji.

### Legenda o Lehu, Čehu in Rusu
Po poljski različici legende so šli trije bratje skupaj na lov, vendar je vsak sledil drugemu plenu in v svojo smer. Rus je šel na vzhod, Čeh se je odpravil na zahod in se naselil na gori Říp, ki se dviga iz češkega hribovitega podeželja, medtem ko je Leh potoval proti severu. Tam je med lovom sledil svoji puščici in se nenadoma znašel iz oči v oči s hudobnim belim orlom, ki je varoval svoje gnezdo pred vsiljivci. Ko je Leh zagledal orla v rdečem ozadju zahajajočega sonca, je to vzel za dobro znamenje in se odločil, da se bo tam naselil. Svoje naselje je v spomin na ta dogodek  poimenoval Gniezno (iz poljskega gniazdo – gnezdo) in za svoj grb izbral belega orla. Bel orel na rdečem ozadju je še  danes upodobljen v poljskem grbu, bela črta na vrhu  za orla in rdeča črta na dnu za sončni zahod pa na poljski zastavi. 
Po Velikopoljski kroniki iz 13. stoletja so Slovani potomci panonskega kneza Pana, ki je imel tri sinove: najmlajšega Leha, Rusa in najstarejšega Čeha. ki so se odločili, da se naselijo na severu, vzhodu in zahodu.

### Zibelka poljske države
Okoli leta 940 je Gniezno, pomembno pogansko kultno središče, skupaj s trdnjavami v Gieczu, Kruszwici, Poznanju, Kaliszu, Łęczyci, Ostrówu Lednickom, Płocku, Włocławku in drugimi postalo ena glavnih trdnjav zgodnjih pjastovih vladarjev. Arheološka izkopavanja na hribu Lech so leta 2010 ob temeljih cerkve sv. Jurija in blizu ostankov že prej odkrite poganske grobne gomile odkrila grobnico iz 11. toletja. Odkritja kažejo, da bi hrib Lech lahko bil grobišče vladarjev že pred krstom Mješka I. Ko je Mješko I. sprejel krščanstvo, je njegov sin Boleslav I. Hrabri odložil posmrtne ostanke svetega Adalberta v cerkev, na novo zgrajeno na hribu. S tem dejanjem je želel poudariti  pomen Gniezna kot verskega središča in glavnega mesta svojega kraljestva.

### Kongres v Gnieznu
Okoli leta 1000 je v Gnieznu potekal kongres, na katerem je  vojvoda Boleslav I. Hrabri sprejel cesarja Svetega rimskega cesarstva Otona III. Cesar in poljski vojvoda sta obhajala ustanovitev poljske cerkvene province (nadškofije) v Gnieznu, skupaj z novoustanovljenimi škofijami v Kołobrzegu za Pomorjansko, Vroclavu za Šlezijo in Krakovu za Malopoljsko. Škofija v Poznanju za zahodno Velikopoljsko je bila ustanovljena že leta 968.

### Mesto kronanja kraljkev
V gnjeznenski stolnici so leta 1024 kronali poljskega kralja Boleslava I. in leta 1025 njegovega sina Mješka II. Lamberta.
Leta 1038 je Gniezno in bližnji Poznanj zasedel, oplenil in uničil češki vojvoda Břetislav I. in prisilil poljskega vladarja, da je poljsko prestolnico preselili v Krakov. Gnjeznensko stolnico je obnovil naslednji poljski vladar Boleslav II. Velikodušni, ki je bil leta 1076 v njej tudi kronan.
V naslednjih stoletjih se je Gniezno razvilo v regionalno središče vzhodnega dela Velikopoljske. Mestu je vojvoda Vladislav Odonič leta 1238 podelil avtonomijo. Leta 1295 in 1300 je bilo Gniezno ponovno kraj kronanja poljskih kraljev.

### Regionalno mesto Velikopoljske
Po upravni reformi države  je bilo  Gniezno kot kraljevo mesto od začetka 14. stoletja do leta 1768 sedež okraja v vojvodstvu Kalisz. Leta 1331 so ga opustošili tevtonski vitezi. V času vladavine kralja Kazimirja III. Velikega je bil kmalu obnovljen in v času vladavine kralja Vladislava II. Jagela leta 1419 dobil status prestolnice krščanstva na Poljskem. Nadškofi iz Gniezna so prejeli naslov primas Poljske.
V Gnieznu je cvetela trgovina. V njem so bili štirje veliki letni sejmi, na katerih so sodelovali trgovci iz različnih poljskih mest in evropskih držav. Razvile so se tudi obrti in Gniezno je ostalo eno večjih mest na Poljskem do sredine 17. stoletja, kljub požaroma leta 1515 in 1613. Opustošen je bil med švedskimi invazijskimi vojnami v 17.–18. stoletju in zaradi kuge v letih 1708–1710. Vse to je povzročilo depopulacijo in gospodarski upad, vendar je mesto v 18. stoletju kmalu spet oživelo in leta 1768 postalo glavno mesto vojvodstva Gniezno znotraj večje velikopoljske province. Gniezno je ostalo eno glavnih kulturnih središč poljskega kraljestva.

### Pozni novi vek
Gniezno je med drugo delitvijo Poljske leta 1793  priključila Kraljevina Prusija in ga preimenovala v Gnesen. Postal je del province Južna Prusija. 
Med uporom Kościuszka ga je poljska vojska pod poveljstvom generala Jana Henryka Dąbrowskega 22. avgusta 1794 osvobodila  in 29. septembra 1794 porazila prusko vojsko pri Labischinu (Łabiszynu)  severno od Gniezna. Zaradi poraza v bitki pri Maciejowicah je Kościuszko opustil svoj načrt za prezimovanje v Brombergu (Bydgoszcz) in se skozi Thorn (Torunj) umaknil v osrednjo Poljsko. Prusi so 7. decembra 1794  ponovno zavzeli Gniezno. 
Med napoleonskimi vojnami se je mesto uprlo pruski oblasti. Francozi so prišli v  Gniezno novembra 1806. Po ukazu generala Jana Henryka Dabrowskega, izdanem vsem mestom in lastnikom podeželskih posesti, da zagotovijo rekrute za organizirano poljsko vojsko, je Gniezno sprva zagotovilo 60 rekrutov, ki so sodelovali v bitkah 1806–1807. Posledično je bilo mesto vključeno v Varšavsko vojvodstvo, vendar ga je po porazu Napoleona v Rusiji leta 1812 zasedla ruska vojska in ga leta 1815 na Dunajskem kongresu vrnila Prusiji. Gniezno je bilo kasneje vključeno  v okrožje Gnesen Velikega vojvodstva Posen, kasnejše Province Posen. Bilo je pomembno središče poljskega odpora proti germanizaciji. V njem so bile različne poljske organizacije in založbe.
Po velikopoljski vstaji (1918–1919) in Versajskem mirovnem sporazumu je mesto postalo del Druge poljske republike in dobilo prvotno ime Gniezno. Njegovi vojaki so se med poljsko-sovjetsko vojno pridružili poljski vojski, ki se je bojevala proti boljševikom.

### Druga svetovna vojna
Med invazijo na Poljsko, s katero se je začela druga svetovna vojna, je Gniezno 11. septembra 1939 zasedla nemška vojska. 26. oktobra 1939 je bilo priključeno nacistični Nemčiji kot del Reichsgaua Wartheland. Med nemško okupacijo so Nemci ubili nekaj sto domačinov, več kot 10.000 prebivalcev mesta in okolice pa izgnali v Generalno gubernijo v bolj vzhodni del nemške okupirane Poljske ali v nacistična koncentracijska taborišča. Konec leta 1940 so iz psihiatričnega zavoda Dziekanka (nemško Tiegenhof) pri Gnieznu evakuirali in nato ubili 1172 bolnikov. Konec leta 1940 je Lange Commando, podenota Einsatzkommando 2, usmrtil še nekaj sto pacientov s plinom v tovornjaku za zaplinjevanje.
Mesto je kljub temu ostalo središče protinemškega odpora.
Potem ko je mesto 21. januarja 1945 zavzela Rdeča armada, so se Sovjeti borili proti poljski ilegali in njene člane deportirali globoko v Sovjetsko zvezo. Samo mesto med vojno ni bilo huje poškodovano. Nemci so leta 1940 porušili spomenik kralja Boleslava I. Hrabrega, ki so ga po vojni obnovili. Mesto je bilo po vojni  vrnjeno Poljski, čeprav s sovjetskim komunističnim režimom, ki je ostal na oblasti do padca komunizma v 80.  letih dvajsetega stoletja.

### Povojno obdobje
Avgusta 1980 so se zaposleni v lokalnih tovarnah pridružili protikomunističnim stavkam po vsej državi, kar je vodilo do ustanovitve organizacije Solidarnost, ki je imela osrednjo vlogo pri rušenju komunistične vladavine na Poljskem. V letih 1979 in 1997 je Gniezno obiskal papež Janez Pavel II. Med drugim obiskom so potekala slavja ob tisočletnici smrti sv. Adalberta, ki so se jih udeležili predsedniki sedmih srednjeevropskih držav in 280.000 romarjev iz Poljske in drugod. Leta 2000 so praznovali tisočletnico kongresa v Gnieznu in ob tej priložnosti organiizirali zasedanje Sejma (parlament), edinega izven Varšave v zadnjih desetletjih.

## Kronanja v gnjeznenski stolnici
- 25. december 1024 – Boleslav I. Hrabri
- 25. december 1025 – Mješko II. Lambert in njegova žena Richeza Lotarinška
- 25. december 1076 – Boleslav II. Velikodušni in njegova žena Višeslava Kijevska
- 26. junij 1295 – Przemisl II. in njegova žena  Margareta Brandenburška
- avgust 1300 – Venčeslav II. Češki

## Mestne znamenitosti
- Kraljeva gotska stolnica je ena od najpomembnejših poljskih cerkva, razglašena za zgodovinski spomenik Poljske. V njej je sedež katoliške Gnjeznenske nadškofije, ustanovljene leta 1000 in najstarejše na Poljskem. V njej so Gnjeznenska vrata, eno od najpomembnejših del romanske umetnosti na Poljskem, in krsta sv. Adalberta Praškega.
- Staro mesto jedro, polno zgodovinskih meščanskih hiš in cerkva:
  - gotsko-baročna cerkev sv. Trojice,
  - gotsko-baročna frančiškanska cerkev in samostan,
  - gotska cerkev sv. Janeza Krstnika,
  - gotska cerkev sv. Lovrenca,
  - baročna cerkev sv. Jurija in
  - baročna cerkev sv. Mihaela.
- Muzej začetkov poljske države (Muzeum Początków Państwa Polskiego).
- Muzej Gnjeznenske nadškofije (Muzeum Archidiecezjalne w Gnieźnie).
- Spomenik kralja Boleslava I. Hrabrega.

- Gnjeznenska vrata stolnice
- Krsta sv. Adalberta Praškega
- Tržni trg
- Cerkev sv. Trojice
- Frančiškanska cerkev
- Gotska cerkev sv. Janeza Krstnika
- Cerkev sv. Lovrenca
- Spomen kralja Boleslava I. Hrabrega
- Muzej poljske državnosti
- Muzej Gnjeznenske nadškofije
- Nadškofova palača
- Cerkev sv. Jurija

## Pobratena mesta
- Anagni, Italija
- Esztergom, Madžarska
- Falkenberg, Švedska
- Saint-Malo, Francija
- Speyer, Nemčija
- Radviliškis, Litva
- Uman, Ukrajina
- Veendam, Nizozemska[18]

Bivše pobrateno mesto:
- Sergijev Posad, Rusija